# Lamenay-sur-Loire
Lamenay-sur-Loire è un comune francese di 62 abitanti situato nel dipartimento della Nièvre nella regione della Borgogna-Franca Contea.

## Società

### Evoluzione demografica
Abitanti censiti